# Казахстанско-чилийские отношения
Казахстанско-чилийские отношения — двусторонние дипломатические отношения между Казахстаном и Чили.

## История

### XX век
Дипломатические отношения между Казахстаном и Чили были установлены 19 августа 1993 года.

### XXI век
В сентябре 2019 года в Нур-Султане состоялась вторая встреча в рамках политических консультаций между двумя странами. В ходе встречи была подчёркнута общая заинтересованность в укреплении двусторонних отношений в различных областях, таких как торговля, инвестиции, горнодобывающая промышленность и энергетика. С этой целью было предложено официально установить торговый диалог между Чили и Казахстаном.

## Торговые отношения
В 2022 году товарооборот между двумя странами составил 136 миллионов долларов США, что представляет собой среднегодовой рост 85% за последние пять лет. Основными товарами, экспортируемыми Чили, были лосось и детали жидкостных насосов, в то время как Казахстан экспортировал в основном уголь, феррохром и триоксид хрома. Ожидается, что в течение последних пяти лет среднегодовой темп роста торговли между Чили и Казахстаном составит 85%.

## Дипломатические миссии
- Посольство Чили в России осуществляет дипломатическое представительство в Казахстане[4]. Чили также имеет консульство в Астане[5].
- Посольство Казахстана в Бразилии осуществляет дипломатическое представительство в Чили[4]. Казахстан также имеет консульство в Сантьяго[6].